# Prva slovenska nogometna liga 2018-2019
La Prva slovenska nogometna liga 2018-2019 (in lingua italiana: Primo campionato calcistico sloveno 2018-2019), detta anche Prva liga Telekom Slovenije 2018-2019 per motivi di sponsorizzazione, abbreviata in 1. SNL 2018-2019, è stata la ventottesima edizione della massima serie del campionato di calcio sloveno, disputata tra il 20 luglio 2018 e il 25 maggio 2019 e conclusa con la vittoria del Maribor, al suo quindicesimo titolo.
Capocannoniere del torneo fu Luka Zahovič (Maribor), con 18 reti.
Nel ranking UEFA 2018-19, la 1. SNL si piazzò al 28º posto (31º nel quinquennale 2014-2019).

## Stagione

### Novità
Al termine della stagione precedente l'Ankaran Hrvatini, ultimo classificato, è stato retrocesso in 2. SNL. È stato invece promosso in 1. SNL il NŠ Mura.

### Formula
Le squadre partecipanti sono dieci e disputano un doppio girone di andata e ritorno per un totale di 36 partite.

La squadra campione di Slovenia è ammessa al primo turno di qualificazione della UEFA Champions League 2019-2020.

Le squadre classificate al secondo e terzo posto, così come la vincitrice della coppa nazionale, sono ammesse al primo turno di qualificazione della UEFA Europa League 2019-2020.

La penultima classificata disputa uno spareggio promozione-retrocessione contro la seconda classificata della 2. SNL mentre l'ultima classificata retrocede direttamente in 2. SNL.

## Squadre partecipanti
| Club            | Città         | Stadio                      | Stagione precedente  |
| --------------- | ------------- | --------------------------- | -------------------- |
| Aluminij        | Kidričevo     | Kidričevo Športni Park      | 8º posto in 1. SNL   |
| Celje           | Celje         | Arena Petrol                | 5º posto in 1. SNL   |
| Domžale         | Domžale       | Domžale Sports Park         | 3º posto in 1. SNL   |
| Gorica          | Nova Gorica   | Športni Park                | 6º posto in 1. SNL   |
| Krško           | Krško         | Matije Gubca                | 7º posto in 1. SNL   |
| Maribor         | Maribor       | Ljudski vrt                 | 2º posto in 1. SNL   |
| NŠ Mura         | Murska Sobota | Fazanerija                  | 1º posto in 2. SNL   |
| Olimpia Lubiana | Lubiana       | Stadio Stožice              | Campione di Slovenia |
| Rudar Velenje   | Velenje       | Stadio municipale Ob Jezeru | 4º posto in 1. SNL   |
| Triglav         | Kranj         | Štadion Stanka Mlakarja     | 9º posto in 1. SNL   |

## Classifica finale
|                     | Pos. | Squadra         | Pt | G  | V  | N  | P  | GF | GS | DR  |
| ------------------- | ---- | --------------- | -- | -- | -- | -- | -- | -- | -- | --- |
| Slovenia (bandiera) | 1.   | Maribor         | 78 | 36 | 23 | 9  | 4  | 82 | 34 | +48 |
|                     | 2.   | Olimpia Lubiana | 69 | 36 | 20 | 9  | 7  | 73 | 47 | +26 |
|                     | 3.   | Domžale         | 63 | 36 | 18 | 9  | 9  | 76 | 47 | +29 |
|                     | 4.   | NŠ Mura         | 52 | 36 | 13 | 13 | 10 | 53 | 37 | +16 |
|                     | 5.   | Celje           | 49 | 36 | 12 | 13 | 11 | 45 | 51 | -6  |
|                     | 6.   | Aluminij        | 48 | 36 | 14 | 6  | 16 | 50 | 53 | -3  |
|                     | 7.   | Rudar Velenje   | 43 | 36 | 12 | 7  | 17 | 50 | 73 | -23 |
|                     | 8.   | Triglav         | 37 | 36 | 10 | 7  | 19 | 51 | 83 | -32 |
|                     | 9.   | Gorica          | 31 | 36 | 7  | 10 | 19 | 44 | 63 | -19 |
|                     | 10.  | Krško           | 24 | 36 | 5  | 9  | 22 | 29 | 65 | -26 |

Legenda:
      Campione di Slovenia e ammessa alla UEFA Champions League 2019-2020
      Ammesse al primo turno di UEFA Europa League 2019-2020
 Ammessa allo spareggio promozione-retrocessione
      Retrocessa in 2. SNL 2019-2020
Note:
Tre punti a vittoria, uno a pareggio, zero a sconfitta.
La classifica viene stilata secondo i seguenti criteri:
- Punti conquistati
- Punti conquistati negli scontri diretti
- Differenza reti negli scontri diretti
- Reti realizzate negli scontri diretti
- Differenza reti generale
- Reti totali realizzate

## Risultati

### Tabellone

#### Prima fase
|                 | Alu  | Cel  | Dom | Gor  | Krš  | Mar  | Mur  | Oli  | Rud  | Tri  |
| --------------- | ---- | ---- | --- | ---- | ---- | ---- | ---- | ---- | ---- | ---- |
| Aluminij        | –––– | 2-1  | 0-0 | 0-0  | 1-0  | 2-5  | 0-2  | 6-2  | 3-0  | 2-0  |
| Celje           | 1-1  | –––– | 0-0 | 2-2  | 2-1  | 0-5  | 1-0  | 1-3  | 2-0  | 1-3  |
| Domžale         | 3-1  | 1-1  | -   | 3-1  | 2-0  | 1-2  | 2-2  | 1-2  | 3-1  | 1-2  |
| Gorica          | 0-1  | 0-0  | 1-0 | –––– | 1-0  | 0-3  | 2-2  | 2-0  | 2-2  | 1-1  |
| Krško           | 1-3  | 1-1  | 0-4 | 1-0  | –––– | 0-2  | 2-0  | 0-0  | 0-0  | 1-1  |
| Maribor         | 2-1  | 1-1  | 2-2 | 5-0  | 3-0  | –––– | 0-0  | 1-2  | 3-0  | 4-1  |
| NŠ Mura         | 3-2  | 0-1  | 5-1 | 1-0  | 0-1  | 4-1  | –––– | 0-2  | 2-1  | 1-1  |
| Olimpia Lubiana | 3-1  | 2-2  | 4-4 | 2-2  | 0-0  | 2-1  | 2-2  | –––– | 5-0  | 2-0  |
| Rudar Velenje   | 3-2  | 0-1  | 2-1 | 0-2  | 1-1  | 0-5  | 3-2  | 1-2  | –––– | 3-1  |
| Triglav         | 1-3  | 1-2  | 1-4 | 2-4  | 4-3  | 1-5  | 3-0  | 0-4  | 1-2  | –––– |

#### Seconda fase
|                 | Alu  | Cel  | Dom  | Gor  | Krš  | Mar  | Mur  | Oli  | Rud  | Tri  |
| --------------- | ---- | ---- | ---- | ---- | ---- | ---- | ---- | ---- | ---- | ---- |
| Aluminij        | –––– | 4-1  | 0-3  | 3-1  | 1-1  | 0-1  | 0-1  | 1-0  | 4-0  | 2-1  |
| Celje           | 1-0  | –––– | 2-3  | 4-3  | 0-0  | 1-3  | 0-2  | 1-0  | 0-2  | 4-0  |
| Domžale         | 3-0  | 1-1  | –––– | 2-1  | 2-1  | 2-1  | 1-1  | 1-3  | 6-2  | 6-1  |
| Gorica          | 0-0  | 4-0  | 2-1  | –––– | 1-2  | 1-3  | 0-1  | 1-3  | 1-2  | 1-2  |
| Krško           | 1-3  | 1-1  | 1-2  | 3-2  | –––– | 0-1  | 0-3  | 1-4  | 1-2  | 1-3  |
| Maribor         | 1-1  | 1-1  | 1-0  | 2-1  | 2-0  | –––– | 1-1  | 0-3  | 3-1  | 3-3  |
| NŠ Mura         | 3-0  | 1-1  | 0-0  | 3-0  | 5-0  | 2-2  | –––– | 0-0  | 3-3  | 0-0  |
| Olimpia Lubiana | 2-0  | 2-0  | 1-4  | 3-1  | 3-2  | 0-0  | 1-0  | –––– | 3-3  | 4-2  |
| Rudar Velenje   | 3-0  | 0-3  | 1-2  | 2-2  | 1-0  | 1-3  | 1-0  | 1-2  | –––– | 2-2  |
| Triglav         | 3-0  | 0-3  | 1-4  | 1-1  | 3-1  | 1-2  | 2-1  | 2-1  | 0-4  | –––– |

## Spareggio promozione-retrocessione
Lo spareggio si gioca tra la 9ª classificata in 1. SNL e la 2ª classificata in 2. SNL.
|              | Risultati |              | Luogo e data               |  |
| ------------ | --------- | ------------ | -------------------------- |  |
| Tabor Sežana | 2−1       | Gorica       | Sesana, 29 maggio 2019     |  |
| Gorica       | 0−0       | Tabor Sežana | Nova Gorica, 2 giugno 2019 |  |

## Statistiche

### Classifica marcatori
| Gol |  |  | Giocatore         | Squadra         |
| --- |  |  | ----------------- | --------------- |
| 18  |  |  | Luka Zahovič      | Maribor         |
| 17  |  |  | Rok Kronaveter    | Olimpia Lubiana |
| 17  |  |  | Luka Majcen       | Triglav         |
| 15  |  |  | Rok Sirk          | NŠ Mura         |
| 15  |  |  | Milan Tučić       | Rudar Velenje   |
| 14  |  |  | Rudi Požeg Vancaš | Celje           |
| 13  |  |  | Jan Mlakar        | Maribor         |
| 13  |  |  | Shamar Nicholson  | Domžale         |
| 12  |  |  | Žiga Škoflek      | Rudar Velenje   |
| 10  |  |  | Senijad Ibričić   | Domžale         |
| 10  |  |  | Andrés Vombergar  | Olimpia Lubiana |